# EB 73C
Die zweiachsigen gedeckten Güterwagen nach Musterblatt 73C wurden von den Belgischen Staatsbahnen (Chemins de fer de l’État belge, abgekürzt EB, auch L’État belge) ab 1898 eingesetzt.

## Geschichte
Zwischen 1898 und 1903 ließen die EB bei mehreren Wagenbauanstalten insgesamt 49 gedeckte Güterwagen für den Transport von besonders hochwertigen empfindlichen Gütern bauen. Neben seitlichen Schiebetüren hatten die Wagen an beiden Stirnseiten Flügeltüren über die ganze Breite. Zusätzlich waren hier klappbare Übergangsbrücken angebracht um das Ein- und Ausfahren von Kutschen oder anderen Fahrzeugen zu ermöglichen. Die Wagen mit den Nummern 8923, 8937, 8938, 8942 und 8945 wurden um 1910 umgebaut und speziell für den Transport von Kutschen des belgischen Königshauses bereitgehalten.
Die Wagen waren bronzebraun gestrichen und hatten ursprünglich eine weiße Beschriftung. Die Wagen für das Königshaus wurden später gelb beschriftet.
Bis auf ein Exemplar wurden alle vor 1956 ausgemustert. Der 1899 gebaute Wagen Nr. 8938 gehörte ab 1911 unter der Nummer F4 zum Hofzug des belgischen König Albert I. Später erhielt dieser Wagen von der SNCB die Nummer 88806 und am 13. August 1959 wurde er erneut in 92347 umnummeriert. 1969 erhielt er die UIC-Nummer 30889492116-9. Er ist erhalten und steht im Eisenbahnmuseum Train World in Brüssel. Der Wagen wurde bei der SNCB grün lackiert, bekam aber für die Ausstellung im Museum wieder seine ursprüngliche braune Lackierung.